# Galeota

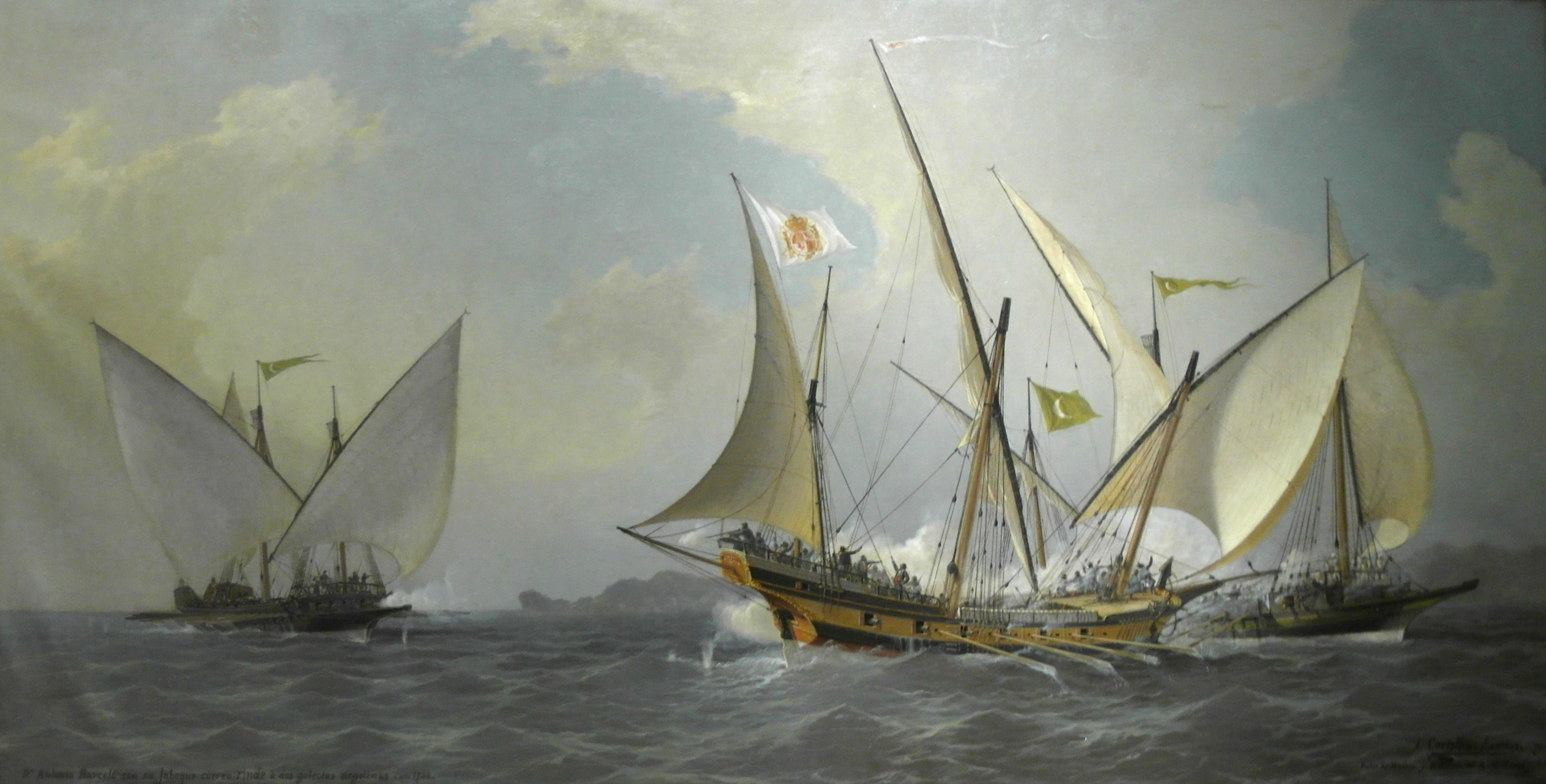
Una nave spagnola (al centro) attaccata da due galeote algerine (1738)

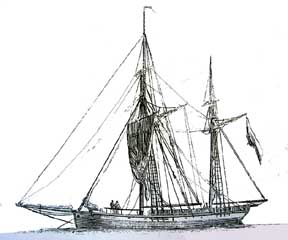
Una galeota olandese del XVII secolo da Willaumez's Dictionnaire de la Marine

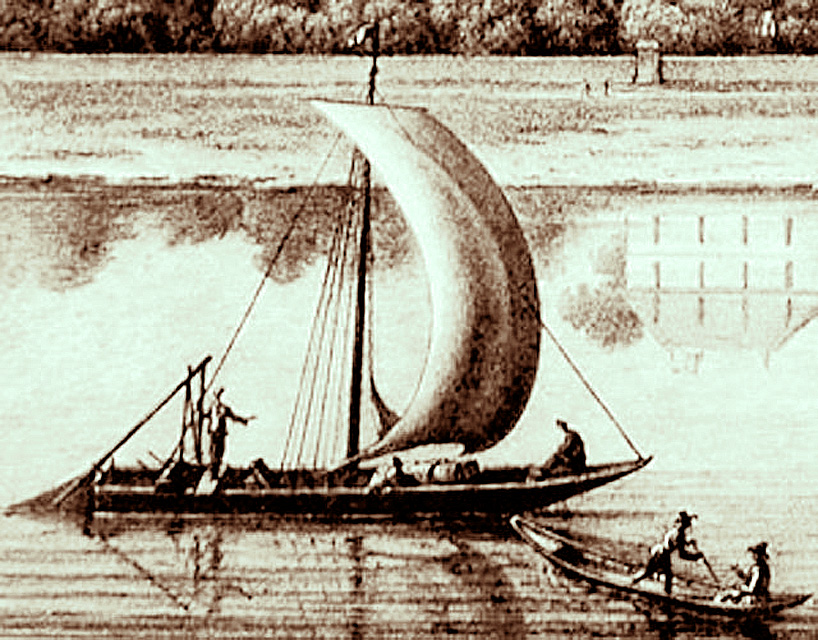
Una galeota, o scute, che trasporta vino in un fiume francese durante il XVIII secolo

La galeota, galliot o galiote, era una nave storica, costruita in tre differenti versioni, per navigare in mari dalle caratteristiche diverse.

## Vascelli navali
Mediterraneo (XVI–XVII secolo)Storicamente, la galeota era un tipo di nave a remi, nota anche come mezza galea, e dal XVII secolo in avanti, una nave con vele e remi. Venne utilizzata dai pirati barbareschi contro la Repubblica di Venezia. La galeota aveva due alberi e circa 16 remi per lato. Navi da guerra di questo tipo normalmente disponevano tra due e dieci cannoni di piccolo calibro, e imbarcavano tra 50 e 150 uomini di equipaggio. Secondo Philip Carse The Age of pirateria (Hale, 1959), fu una galeota Barbaresca, capitanata da Aruj Barbarossa, che catturò due navi papali nel 1504.
Mare del nord (XVII–XIX secolo)La galeota era un tipo di nave mercantile olandese o tedesca, di 20-400 tonnellate di stazza lorda, simile a un ketch, con una prua arrotondata e una poppa come un fluyt. Aveva il fondo quasi piatto per navigare in acque poco profonde. Queste navi erano particolarmente favorite per la navigazione costiera nel Mare del Nord e nel Mar Baltico. Per evitare eccessive derive sopravvento o sottovento, a causa del loro fondo piatto, le navi più piccole erano di solito equipaggiate con piastre mobili adibite allo scopo. Dopo il 1830, venne sviluppato un tipo di galeota modernizzata simile a un goletta.
Navi (XVII–XIX secolo)Il termine Galeota fu utilizzato per indicare un tipo di nave da guerra simile a una corvetta, basato su una galeota mercantile, che trasportava uno o più cannoni per bombardare le città costiere.

## Barche per canali e fiumi
- Una galeota era una imbarcazione trainata da cavalli lungo le rive di canali, molto comune in Francia dalla metà del XVII secolo al XIX secolo.
- Galeota o scute, era anche un tipo di imbarcazione a fondo piatto, con una semplice vela, che viaggiava sui fiumi francesi trasportando vino dalla regione dell'Angiò fino a Les Ponts-de-Cé.[2]